# Halcón Negro (jefe tribal)
Halcón Negro o Black Sparrow Hawk (en el lenguaje sauk: Makataimeshekiakiak: Sé un gran halcón negro) (1767 - 3 de octubre de 1838) fue un líder y guerrero de la tribu sauk en el territorio actual de los Estados Unidos de América. Aunque heredero de las artes de la medicina, nunca fue jefe civil de su tribu, los sauk, sino que llegó a ser jefe de guerra, y es conocido generalmente en el idioma inglés como Chief Black Hawk (Jefe Halcón Negro). 
Black Hawk ganó su estatus como jefe de guerra o capitán por sus acciones a la cabeza de asaltos y ataques de guerra cuando era joven, y luego una banda de guerreros Sauk durante la Guerra de Black Hawk de 1832.
Durante la Guerra de 1812, Black Hawk luchó del lado de los británicos contra Estados Unidos, con la esperanza de alejar a los colonos estadounidenses blancos del territorio de Sauk. Más tarde dirigió una banda de guerreros Sauk y Fox, conocida como la Banda Británica, contra los colonos europeos-estadounidenses en Illinois y el actual estado de Wisconsin en la Guerra de Black Hawk de 1832. Después de la guerra, fue capturado por las fuerzas estadounidenses y llevado al este de los Estados Unidos. Él y otros líderes de la guerra fueron llevados a una gira por varias ciudades.
Poco antes de ser puesto en libertad, Black Hawk contó su historia a un intérprete; ayudado también por un periodista, y publicó la Autobiografía de Ma-Ka-Tai-Me-She-Kia-Kiak, o Black Hawk, Abrazando las tradiciones de su nación ... en 1833 en Cincinnati (Ohio). La primera autobiografía de un nativo americano que se publicó en los Estados Unidos, Su libro se convirtió en un éxito de ventas inmediato y ha pasado por varias ediciones. Black Hawk murió en 1838 (a los 70 o 71 años) en lo que ahora es el sureste del estado de Iowa. Ha sido honrado por un legado perdurable: su libro, muchos epónimos y otros homenajes.

## Biografía
Nació en la villa de Saukenuk en Rock River, cercano al presente Rock Island, Illinois. En el verano esta localidad era usada para sembrar maíz y también como cementerio, mientras en invierno se movían a través del río Misisipi para cazar y conseguir pieles.

## Su participación en la guerra de 1812
Participó en la batalla de Fort Meigs, y en Fort Stephenson. Los británicos, (liderados por el general Henry Procter, y Tecumseh, liderando la confederación de pueblos nativos), fueron derrotados con numerosas bajas. A Black Hawk no le agradaron los métodos usados por los europeos en el combate, por lo que retornó a su hogar. Hacia el final de la guerra retornó al lado de los británicos en la campaña a lo largo del río Misisipi cerca del territorio de Illinois. Con el conflicto de 1815, los británicos abandonaron las posibilidades de recuperar territorio bajo dominio de los nativos.

## Guerra de Halcón Negro
Después de la guerra de 1812, los pobladores no nativos (colonos) de Illinois crecieron rápidamente, lo que incrementó viejas disputas sobre la tierra, especialmente sobre los yacimientos de plomo del norte de Rock River, reclamada por los aliados de los sauk: los fox. Esta disputa culminó en la guerra de Halcón Negro en 1832. Lideró a una banda de sauk quienes luchaban por retener sus tierras, rehusando moverse al este del Misisipi. Fueron ayudados por tribus fox, winnebago y kickapoo. El conflicto duró meses después, dejando a Halcón Negro como cautivo y muchos de sus seguidores muertos.

## Hacia el este
Hecho prisionero, estuvo recluido en muchos fuertes, tuvo la visita del presidente Andrew Jackson antes de ser mandado a Fort Monroe en el que pasó muchos meses. Después de esto, él y su hijo fueron llevados a través de los Estados Unidos a manera de enseñarles el poderío del naciente país, donde fueron de paso mostrados en jaulas al pueblo norteamericano, que acudía en multitud a verlos. Fue a grandes ciudades del este y viajó en barcos militares. Con esto se esperaba que Black Hawk hablara a sus coterráneos de la inutilidad de pelear contra el hombre blanco. Se volvió popular por este viaje y multitudes acudían a verlo. Aunque, esto se hacía en ciudades del oeste, menos influenciadas con el prejuicio del nativo noble y más con el del nativo salvaje.

## Últimos días
Fue llevado de vuelta a su pueblo, donde vivió cerca del río Iowa, actualmente al suroeste del estado homónimo. Murió el 3 de octubre de 1838 después de dos semanas de enfermedad. Fue enterrado a las orillas del río Des Moines en el condado de Davis. En julio de 1839 sus restos fueron robados por un tal James Turner, quien los hirvió para separar la carne de los huesos y exhibió su esqueleto como trofeo. Los hijos de Halcón negro, Nashashuk y Gamessett, fueron ante el gobernador del territorio de Iowa, quien usó sus influencias para llevar los restos a su oficina en Burlington, donde, con el permiso de los hijos del jefe indio, fueron dejados bajo custodia del Burlington Geologial and Historical Society. Un incendio destruyó esta institución en 1855, y los restos de Black Hawk se perdieron.
Antes de su muerte, Black Hawk narró pasajes de su vida, en ellos también expuso la expansión del hombre blanco al oeste del río Misisipi, como continua amenaza a los Sauk y otros pueblos nativos. La autobiografía de Halcón Negro fue publicada en 1833, contiene sus experiencias y la de otros.

## Datos
- Existe una escultura de Black Hawk en Rock River en Oregon, Illinois.
- Black Hawk no es un ancestro del atleta Jim Thorpe

## Epónimos
Popular al este de los Estados Unidos, su nombre es llevado en numerosos lugares y otros:
- Como mascota del West Aurora High School.
- Hay un condado de Black Hawk en Iowa.
- Puente Black hawk, sobre el rio Misisipi, cerca de donde sucedió la batalla de Bad Axe.
- Los Chicago Blackhawks, un equipo de hockey sobre hielo.
- El USS Blackhawk, barco de la marina de los EE. UU.
- El helicóptero Sikorsky UH-60 Black Hawk.